# Xenicus
A Xenicus a madarak osztályának verébalakúak (Passeriformes) rendjébe és az álcsuszkafélék (Acanthisittidae) családjába tartozó nem.

## Rendszerezésük
A nembe George Robert Gray angol zoológus írta le 1855-ben, az alábbi fajok tartoznak ide:
- hosszúlábú álfakusz (Xenicus longipes) – kihalt
- déli-szigeti álfakusz (Xenicus gilviventris)
- Stephens-szigeti álfakusz (Xenicus lyalli vagy Traversia lyalli) – kihalt